# ایکرا (داغستان)
ایکرا (به لاتین: Ikra) یک منطقهٔ مسکونی در روسیه است که در شهرستان کوراخسکی واقع شده‌است.